# Bystrá (Vyšší Brod)
Bystrá (německy Schild) je zaniklá vesnice jižně od Studánek u Vyššího Brodu v okrese Český Krumlov. Místy, kde stávala, vede silnice II/161 z Vyššího Brodu do Bad Leonfelden.

## Název
Německý název Schild je odvozen ze středněhornoněmeckého slova Schilte ve významu štíty, resp. přístřeší, ale bez dalších dokladů může být odvozen také od podoby okolních hor (horských štítů). České jméno Bystrá získala vesnice od potoka, který jí protéká.

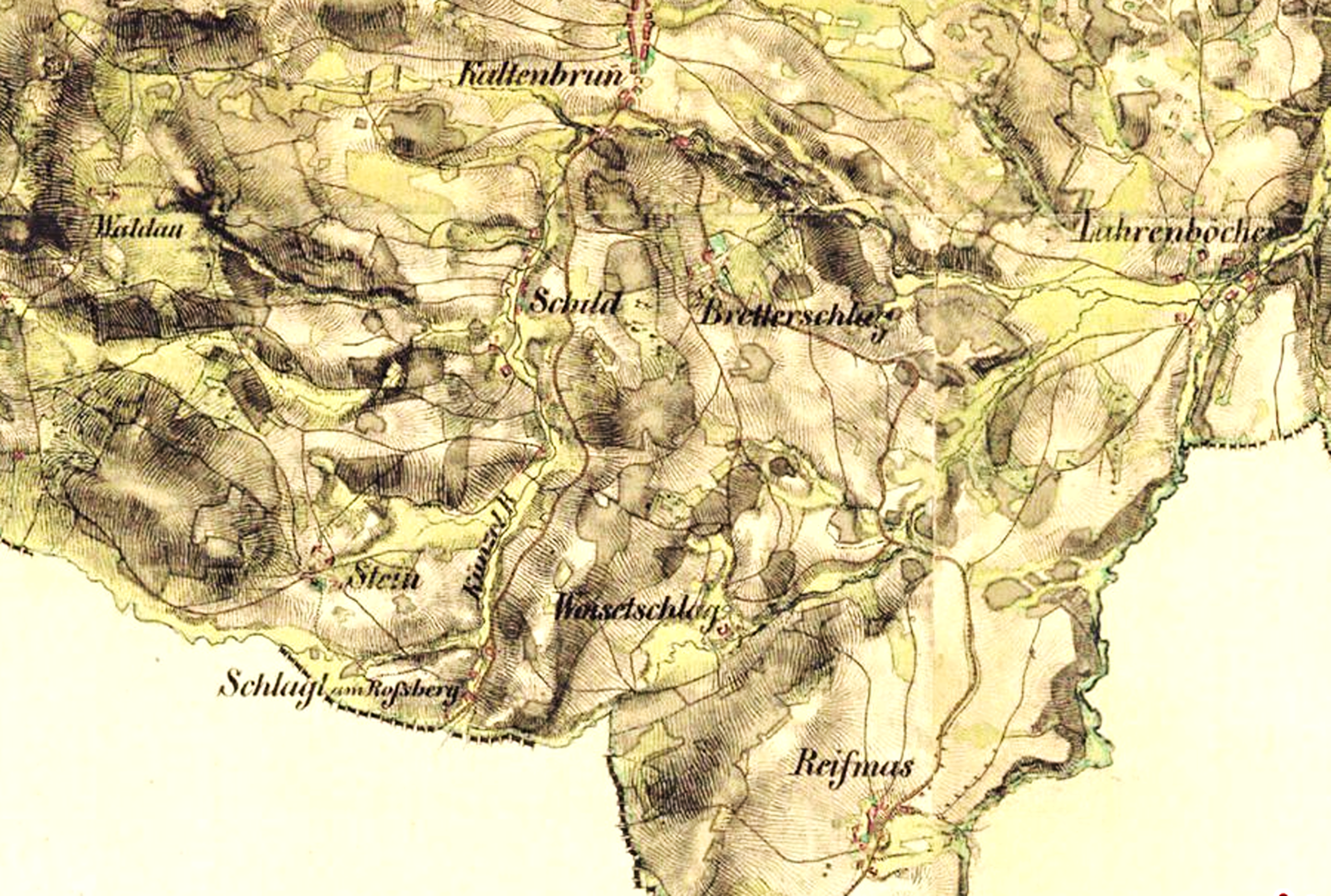
Bystrá (Schild) jižně od Studánek na mapě z poloviny 19. století

V historických pramenech se název objevuje ve tvarech: Schillte (1278), Schilt (1379, 1385, 1418), Bistra (1379), Schilte (1500), Obernschildt a Unternschildt (1588), Vorder-Schild a Hinter-Schild (1720), Groszchild a tvary s jinou předponou (1789), Schild veliký, Grosz-Schild, Schild malý a Klein-Schild (1854).

## Historie
První písemná zmínka o osadě pochází z roku 1278.

## Přírodní poměry
Vesnice stávala v katastrálním území Studánky u Vyššího Brodu s rozlohou 15,56 km². Nacházela se v nadmořské výšce okolo 700 metrů na rozhraní Šumavy a Šumavského podhůří podél potoka Bystrá a cesty k Vyšebrodskému průsmyku. Na hranici s Rakouskem možno najít nejjižnější bod celé České republiky (již na katastru Dolní Drkolné).

## Obyvatelstvo
|           | 1869 | 1880 | 1890 | 1900 | 1910 | 1921 | 1930 | 1950 |
| --------- | ---- | ---- | ---- | ---- | ---- | ---- | ---- | ---- |
| Obyvatelé | 143  | 152  | 164  | 127  | 116  | 122  | 121  | 28   |
| Domy      | 21   | 24   | 24   | 25   | 23   | 23   | 24   | 5    |

## Obecní správa

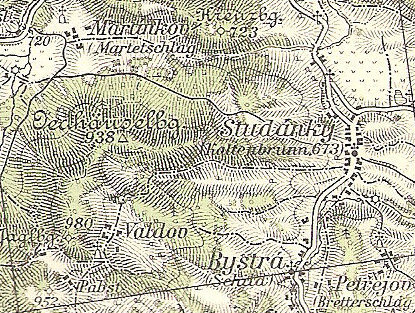
Bystrá na mapě z roku 1929

Bystrá podle sčítání lidu patřila v rozmezí let 1869–1930 k obci Studánky v okrese Kaplice. Při sčítáních po roce 1930 už jako osada zanikla.